# XVII округ Парижа
17-й округ Парижа (arrondissement de Batignolles-Monceau) — один из 20 административных округов Парижа.

## География
XVII округ находится на правом берегу Сены на северо-западе города. На западе граничит с Нёйи-сюр-Сен и Леваллуа-Перре, на юге — с 16-м и 8-м округами, на востоке — с 18-м округом, на севере — с пригородами Клиши-ла-Гаренн и Сент-Уаном.

## Население
На момент переписи населения 1999 года, на территории округа площадью в 566,95 га проживало 160 860 жителей, то есть 28 374 чел./км².
| Год (перепись населения) | Число жителей | Плотность (чел./км²) |
| ------------------------ | ------------- | -------------------- |
| 1954 (пик населённости)  | 231 987       | 40 922               |
| 1962                     | 227 687       | 40 164               |
| 1968                     | 210 299       | 37 096               |
| 1975                     | 186 293       | 32 862               |
| 1982                     | 169 513       | 29 902               |
| 1990                     | 161 935       | 28 565               |
| 1999                     | 161 138       | 28 375               |

## Органы местного управления
Мэр округа с 11 июля 2017 г. — член республиканской партии Жоффруа Буляр (Geoffroy Boulard).
Адрес мэрии: 16-20 rue des Batignolles.

## Административное деление
Административное деление:
- Терн (фр. Quartier des Ternes)
- Плен-де-Монсо (Quartier de la Plaine-de-Monceaux)
- Батиньоль (Quartier des Batignolles)
- Эпинет (Quartier des Épinettes)

## Государственные и дипломатические учреждения

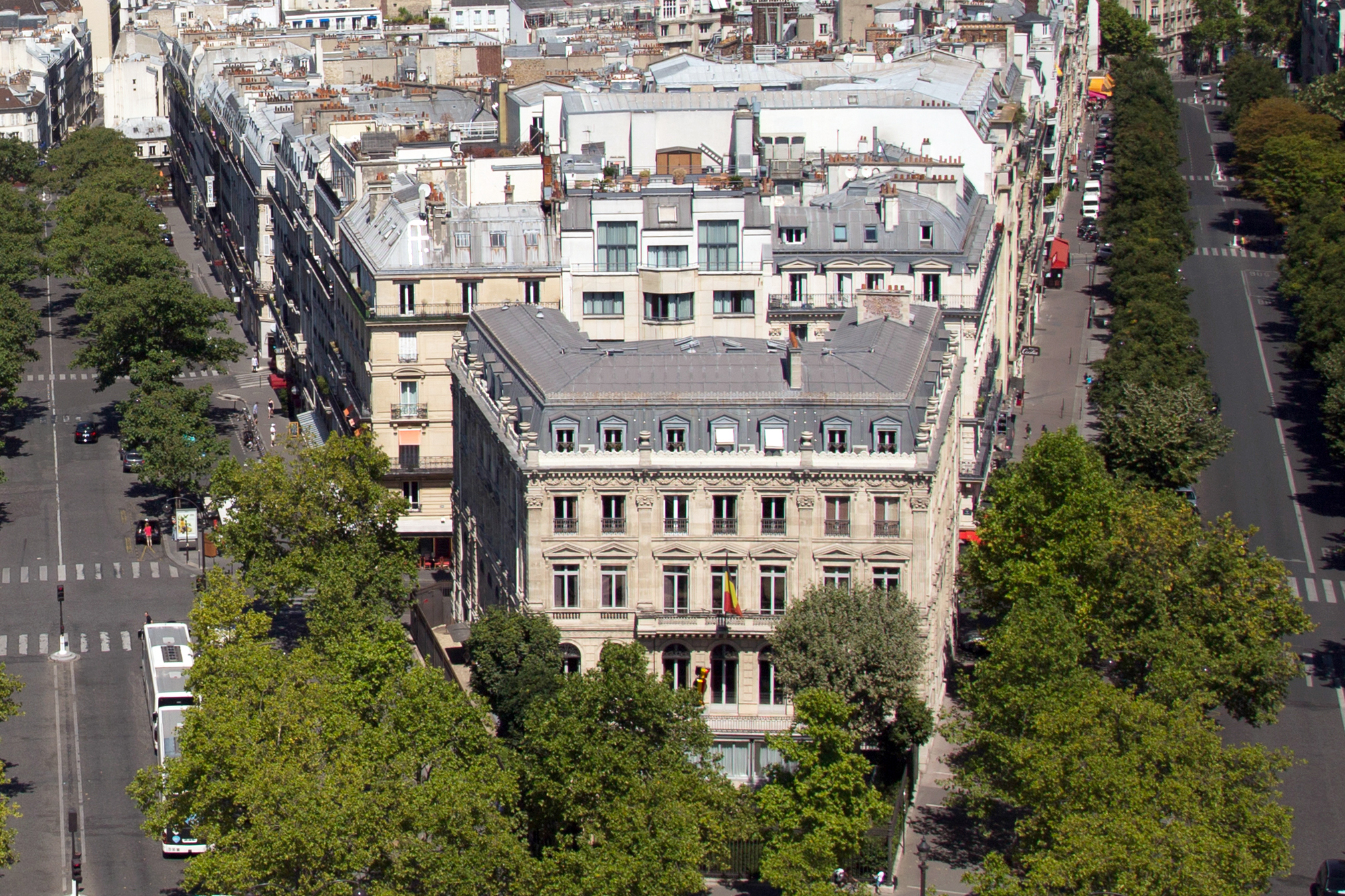
Посольство Бельгии

- Посольство Армении
- Посольство Бельгии
- Посольство Боснии и Герцеговины
- Посольство Гаити
- Посольство Гватемалы
- Посольство Грузии
- Посольство Либерии
- Посольство Литвы
- Посольство Маврикия
- Посольство Мозамбика
- Посольство Молдовы
- Посольство Непала
- Посольство Руанды
- Посольство Сан-Марино
- Посольство Того
- Генконсульство Гаити
- Генконсульство Испании
- Генконсульство Португалии

## Экономика и транспорт

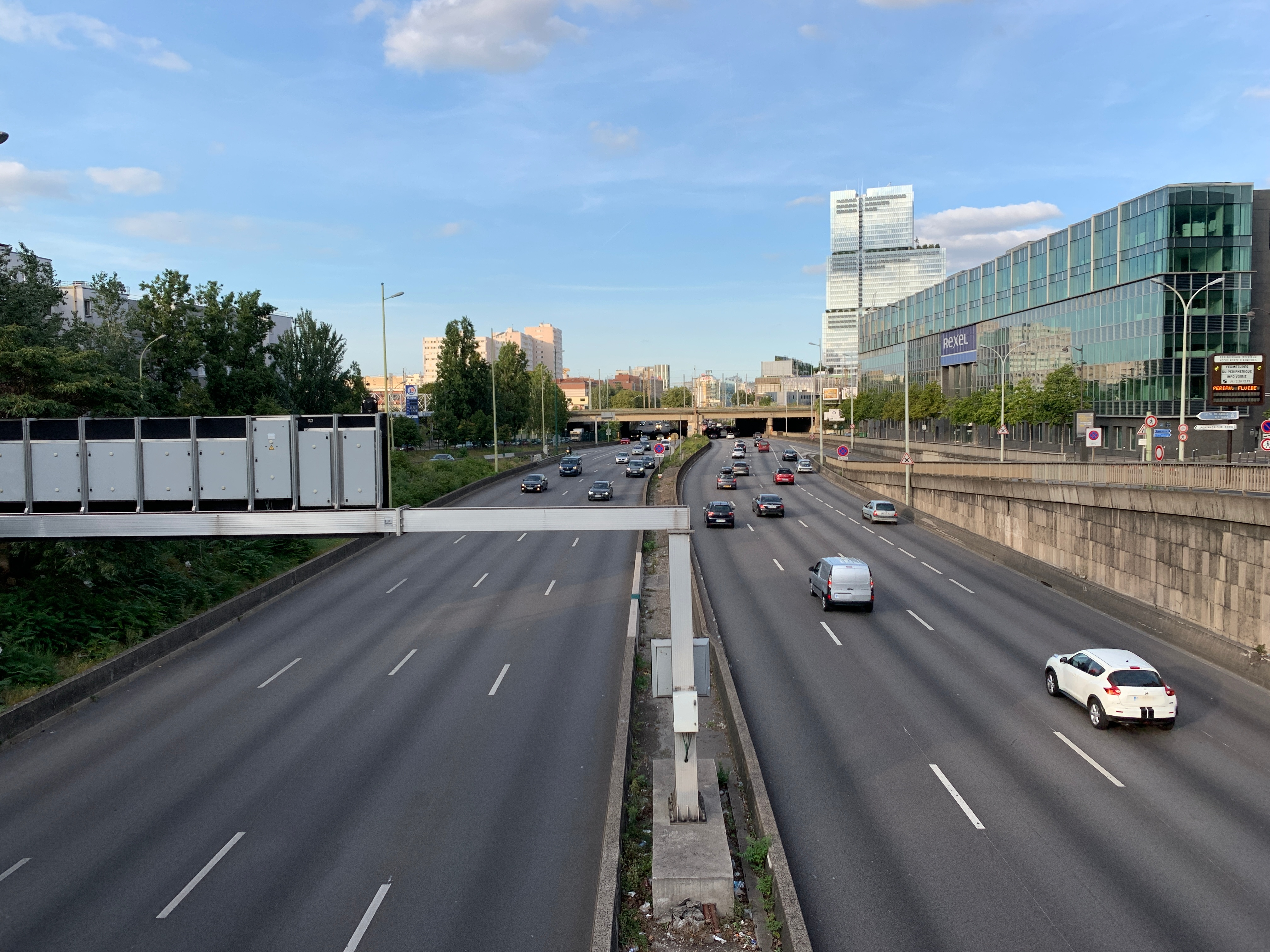
Периферик и штаб-квартира Rexel

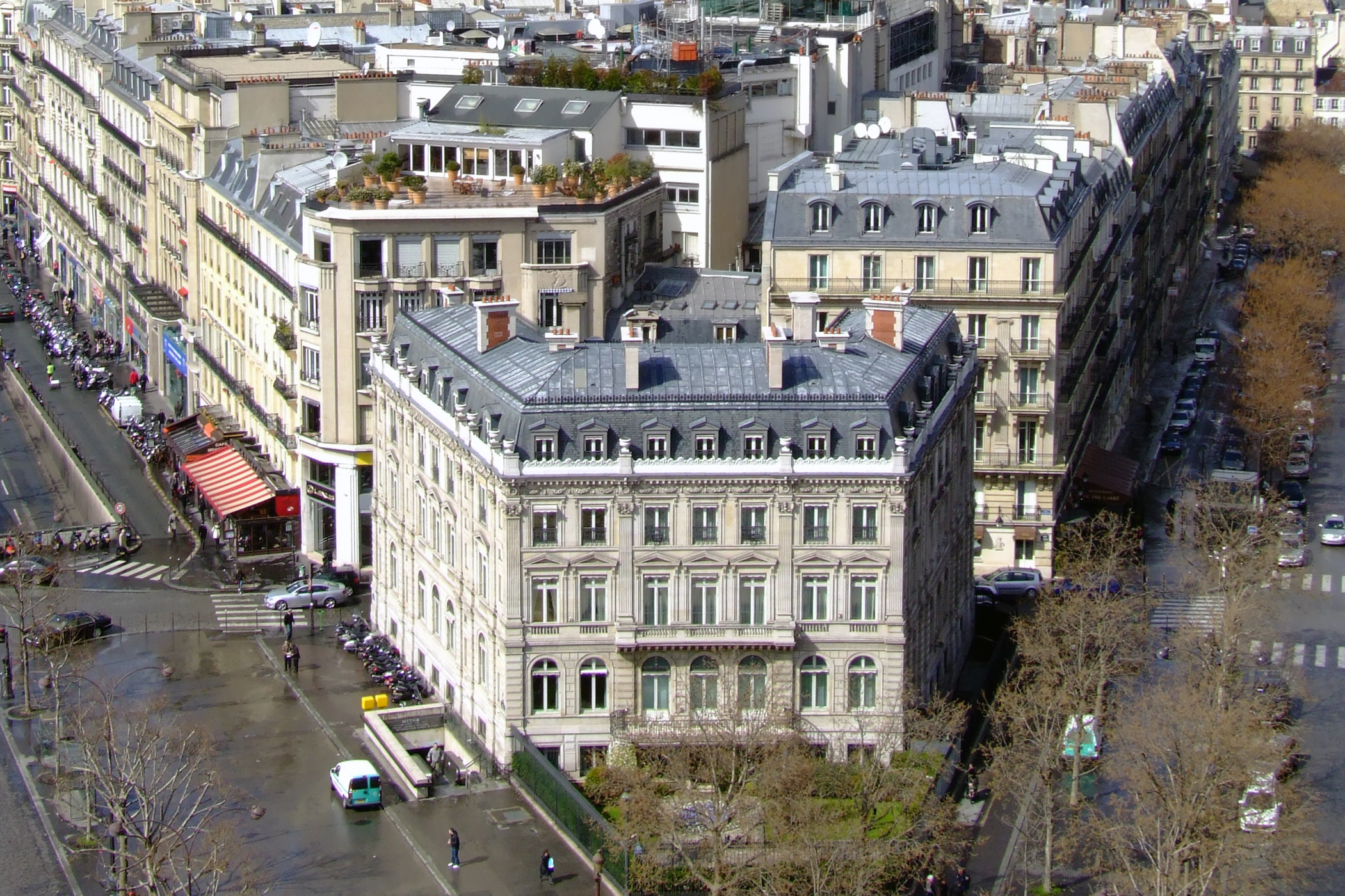
Штаб-квартира Capgemini

Основная деловая активность сосредоточена вдоль бульвара Периферик и авеню Гранд-Арме. В округе базируются фармацевтическая группа Sanofi, консалтинговая группа Capgemini, производитель автомобильных комплектующих Valeo, дистрибьютор электротехники Rexel, финансовая компания Eurazeo, компания по прокату автомобилей Europcar, компания по подбору персонала Groupe Crit и музыкальная компания Believe.
- RER: линии А и С
- Метро: линии 1, 2, 3, 6, 13 и 14.
- Автобусы: линии 30, 31, 43, 53, 54, 66, 74, 84, 92, 93, 94, 173, PC1, PC3, Roissybus.

## Образование и наука
- Лицей Карно (Lycée Carnot)
- Лицей Шапталь (Lycée Chaptal)
- Нормальная школа музыки

## Достопримечательности

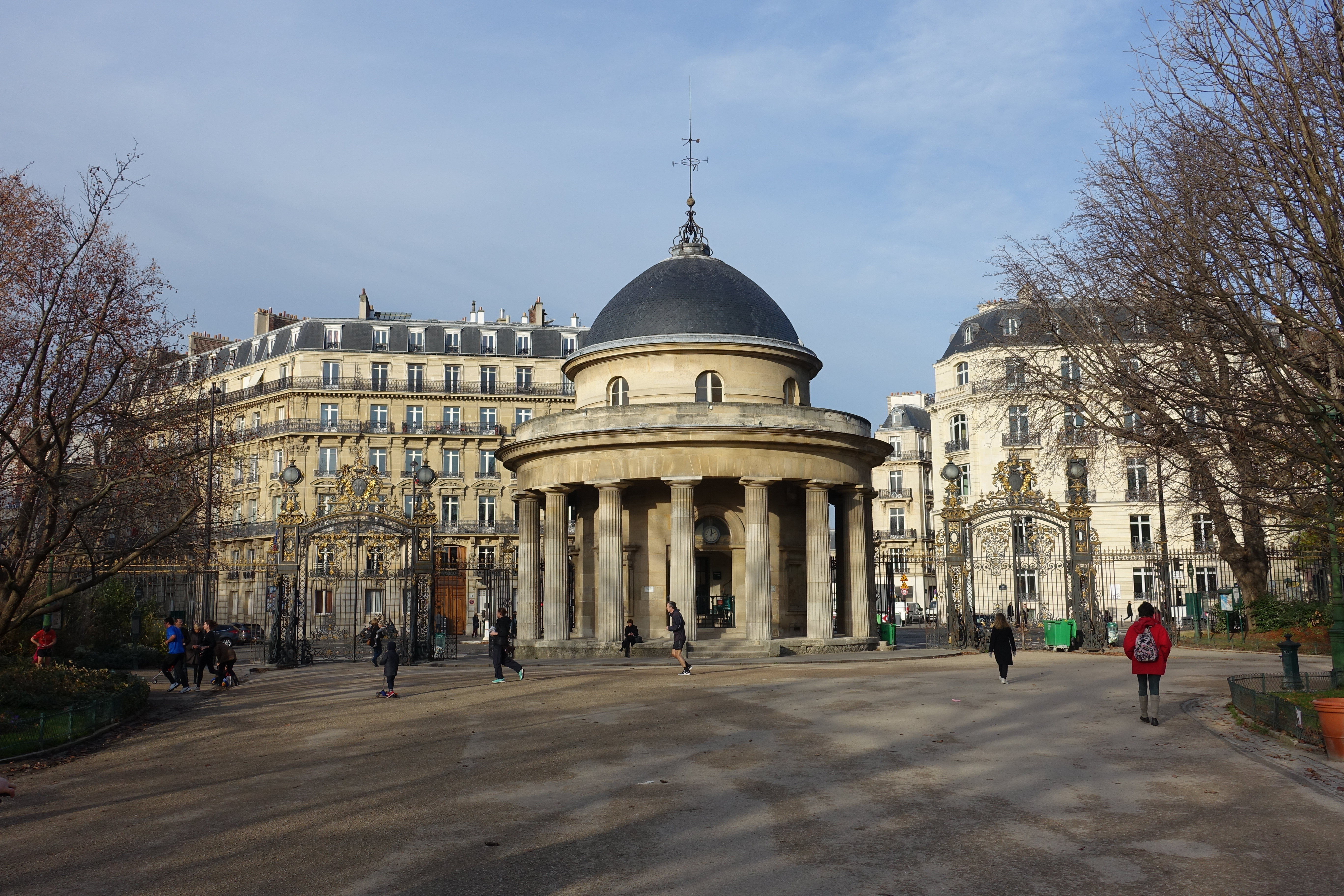
Вход в парк Монсо

- Государственный музей Жан-Жака Эннера
- Дворец съездов (Palais des Congrès)
- Парк Клиши-Батиньоль (Parc Clichy-Batignolles)
- Парк Монсо (Parc Monceau)

## Здравоохранение
- Больница «Marmottan»

## Спорт
- 4 стадиона
- 2 бассейна
- 15 спортзалов
- 4 теннисных клуба с 18-ю кортами
- 2 спортплощадки
- 1 булодром